# Jacques-Raymond Lucotte
Pour les articles homonymes, voir Lucotte.

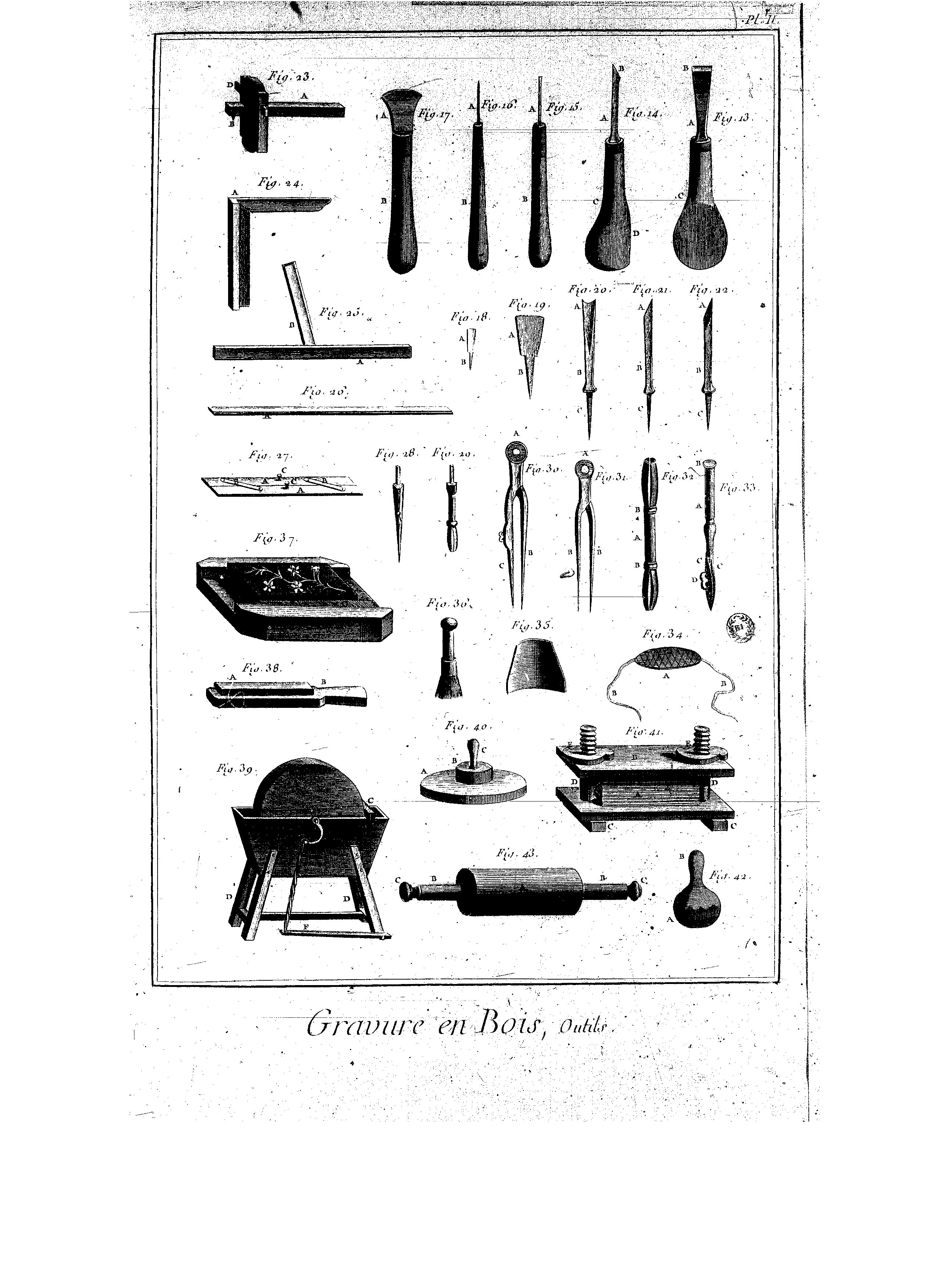
Planche Gravure en Bois, outils du vol. de l’Encyclopédie à laquelle collabora Jacques-Raymond Lucotte.

Jacques-Raymond Lucotte est un architecte et encyclopédiste français du XVIIIe siècle. 

## Biographie
Ancien élève à l’Académie royale d'architecture, Lucotte a fourni les articles « maçonnerie », « marbrier », « marqueterie », « menuiserie », « mosaïque (art. méchaniques) », « plomberie », « pont, des machines », « fleuriste », « formier », « tourbissure », « ganterie » et « serrurerie » dans les volumes IX à XVII de l’Encyclopédie de Diderot et d’Alembert. Il a également fourni plus de 45 commentaires et plus de 650 dessins aux volumes de planches.
Le 15 août 1765, il institua, avec le peintre Poiraton, une École gratuite des arts, qui ne paraît pas avoir connu une existence durable. En 1779, il ouvrit sa propre école et, en 1789, une École des sciences et arts pour l’éducation des jeunes dont ses associés le firent exclure deux ans plus tard. 
Lucotte a laissé deux ouvrages, le Vignole moderne, ou Traité élémentaire d’architecture (3 vol., Paris, 1772-1784) et l’Art de la maçonnerie (Paris, 1783).
L'inventaire après décès de Jacques Raymond Lucotte (Archives nationales de France, MC/ET/LXXXVI/934, 25 ventôse an XII / 16 mars 1804) nous apprend que l’architecte est décédé le 11 ventôse an XII (2 mars 1804). L’acte d’enregistrement de son décès aux Archives de Paris (décès du 3e bureau, DQ8/58) indique que Lucotte est décédé à l'âge de 71 ans, ce qui situe sa naissance vers 1733.

## Référence
- (en) Reed Benhamou, « The Sincerest Form of flattery: the professional life of J. R. Lucotte », Studies on Voltaire, n° 249, 1987, p. 381-97.
- Frank Arthur Kafker, The Encyclopedists as individuals: a biographical dictionary of the authors of the Encyclopédie, Oxford, Studies on Voltaire and the eighteenth Century, 1988, p. 235-7.  (ISBN 0-7294-0368-8).
- Francoise Launay et Thierry Depaulis, « Jacques Raymond Lucotte (c. 1733-1804), “architecte & graveur”, et son père Jacques (c. 1708-c. 1791), Me serrurier mécanicien », Recherches sur Diderot et sur l'Encyclopédie, 49, 2014, p. 267-274.